# Passiflora araguensis
Passiflora araguensis là một loài thực vật có hoa trong họ Lạc tiên. Loài này được L.K.Escobar mô tả khoa học đầu tiên năm 1990.